# Самедан
Саме́дан (ромш. Samedan) — громада в Швейцарії в кантоні Граубюнден, регіон Малоя.

## Географія
Громада розташована за приблизно 195 км на схід від Берна, 45 км на південний схід від Кура.
Самедан має площу 113,8 км², з яких на 1,9 % дозволяється будівництво (житлове та доріг), 15,5 % використовуються в сільськогосподарських цілях, 9,7 % зайнято лісами, 72,9 % не є продуктивними (річки, льодовики або гори).

## Демографія
2019 року в громаді мешкало 2913 осіб (-1,9 % порівняно з 2010 роком), іноземців було 23,3 %. Густота населення становила 26 осіб/км².
За віковим діапазоном населення розподілялося таким чином: 17,3 % — особи молодші 20 років, 62,8 % — особи у віці 20—64 років, 19,9 % — особи у віці 65 років та старші. Було 1431 помешкань (у середньому 2 особи в помешканні).
З загальних 2748 жителів, що працювали, 26 було зайнятих в первинному секторі, 372 — в обробній промисловості, 2350 — в галузі послуг.

## Транспорт
Аеропорт Самедана є одним із найбільш високогірних летовищ Європи, він розташований на висоті 1,707 метрів над рівнем моря. Цей транспортний вузол обслуговує близькі до Самедана курорти Санкт-Моріц та Давос.
У серпні 2025 року місцева громада поселень Верхнього Енгадіну ухвалила рішення про розширення аеропорту. Це рішення не було підтримано жителями самого муніципалітету Самедан, але загальною перевагою голосів сусідніх населених пунктів, рішення все ж ухвалили. План розбудови передбачає створення двох нових операційних центрів з авіаційними ангарами, побудову навігаційної вежі та паркану з дроту довжиною кілька кілометрів.